# Charles Strouse

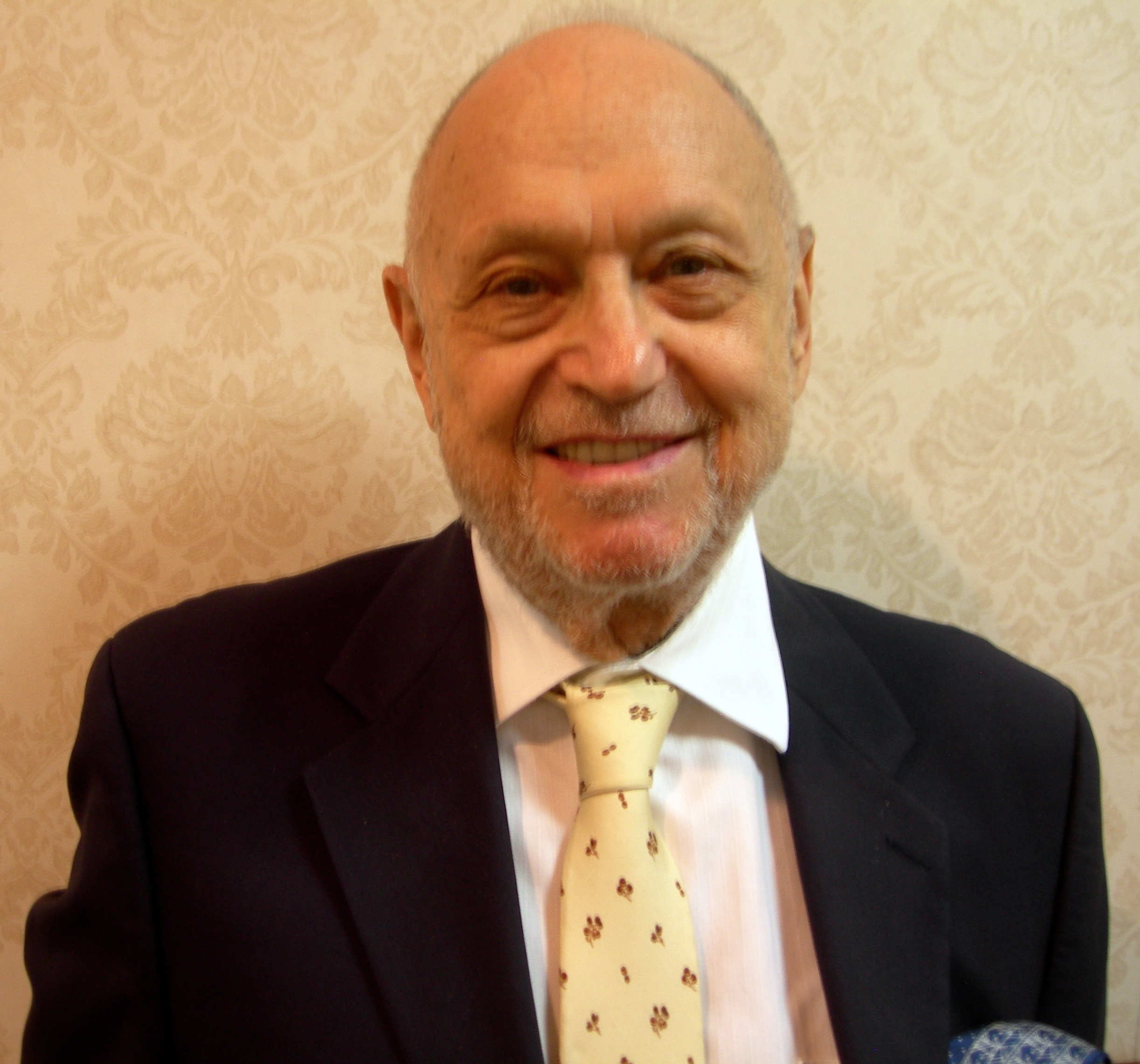
Charles Strouse

Charles Strouse, född 7 juni 1928 i New York, död 15 maj 2025 i New York,  var en amerikansk kompositör som vann tre Tony Award för bästa musikal. Hans senaste projekt var en musikal som heter You Never Know, som öppnade i Providence, Rhode Island 28 april 2005.

## Musikaler
- Bye Bye Birdie (1960), winnarer av en Tony Award
- It's a Bird, It's a Plane, It's Superman (1966)
- Applause (1970), baserad på filmen All About Eve och vinnaren av en Tony Award.
- Annie (1977), vinnare av en Tony Award och två Grammy Awards
- Charlie & Algernon (1981), nominerad för en Tony Best Score award
- Bring Back Birdie (1981)
- Dance a Little Closer (1983)
- Rags (1986)
- Nick & Nora (1993)
- Annie Warbucks (1993)